# Breve Exposição das Doutrinas Fundamentais do Cristianismo
A Breve Exposição das Doutrinas Fundamentais do Cristianismo é uma síntese doutrinária recebida como artigos de fé pela Igreja Evangélica Fluminense e, posteriormente, por todas as igrejas que compõem a União das Igrejas Evangélicas Congregacionais do Brasil e a Aliança das Igrejas Evangélicas Congregacionais do Brasil.

## Histórico da Breve Exposição
Em 2 de outubro de 1874, Robert Reid Kalley, médico e missionário escocês e pastor da Igreja Evangélica Fluminense, propôs aos membros dessa mesma Igreja, reunidos em sessão, a necessidade de formulação de alguns "Artigos de Fé" que resumissem as "doutrinas fundamentais do Cristianismo, ensinados pela Igreja Evangélica Fluminense e aceitas por todos os seus membros".
Os artigos foram concluídos no ano de 1876, sendo aprovados pela Igreja Evangélica Fluminense no dia 2 de julho do mesmo ano. Posteriormente, no ano de 1913, a União das Igrejas Evangélicas Indemominacionais do Brasil (atual União de Igrejas Evangélicas Congregacionais do Brasil) adotaram a Breve Exposição como síntese doutrinária.

## Conteúdo
A Breve Exposição tem por propósito ser o que seu próprio nome já expressa: breve e fundamental. O próprio Kalley afirmou: "A Breve Exposição não contém todo o ensino apostólico, mas somente as doutrinas fundamentais do Cristianismo, sobre as quais todos os crentes devem ter um conhecimento claro e inteligente, para, na frase do apóstolo S. Pedro (I Pe 3:15), estardes aparelhados para responder a todo o que vos pedir razão daquela esperança que há em vós".
Como salienta Joyce Every-Clayton, a "ênfase na importância das doutrinas essenciais do Cristianismo sempre foi típica de Kalley"'. E o historiador presbiteriano Alderi Souza de Matos destaca: "A teologia de Kalley pode ser descrita como um tipo de evangelicalismo amplo". Quanto à Breve Exposição, o mesmo autor afirma: "a maior parte dos artigos poderiam ser aceitos por qualquer evangélico, reformado ou não. Os elementos específicos do calvinismo, tais como a soberania de Deus, a eleição divina e a perseverança dos santos, não são enfatizados".
Embora a doutrina da perseverança dos santos possa ser deduzida a partir da leitura dos arts. 17 e 19, o mesmo não se pode dizer da doutrina da eleição incondicional, característica distintiva do calvinismo. A referência à eleição feita no art. 19 não expressa se essa é  condicional ou  incondicional. A subscrição da Breve Exposição não impõe a aceitação plena do calvinismo.